# Kutiyattam
Le Kutiyattam ou Koodiyattam est un théâtre dansé du Kerala, dans le sud de l'Inde.  

## Présentation
Le Kutiyattam est le plus vieux théâtre vivant dans la tradition indienne. Il serait ancien de plus de 2000 ans. Il est très ancré dans les traditions locales hindou. C’est la plus vieille forme de l’ancien théâtre Sanskrit. Il est interprété dans des Kuttampalams, théâtres situés dans des temples hindous dans la province de Kerala. C’est le seul art théâtral où les hommes et les femmes de la région peuvent collaborer. Ce genre est traditionnellement interprété par les hommes de la caste Chakiar et la musique est jouée par les hommes de la caste Nambiar. Les femmes de la Caste Nambiar, les Nangiars, jouent les rôles féminins. C’est un héritage musical, art dramatique, de costumes et de maquillages. Le kutiyattam était très populaire et très apprécié par les personnes de hautes autorités et les puissants de Kerala. Ce théâtre rituel, traditionnellement joué dans les temples avec un orchestre de percussionnistes, s'est ouvert à de nouvelles scènes. L'apprentissage, autrefois réservé aux seuls membres de la caste des Chakyar, et réalisé d'oncle à neveu, se déroule désormais dans plusieurs écoles appelées « mandalam ».
En 2001, l'UNESCO a proclamé le Kutiyattam chef-d'œuvre du patrimoine culturel immatériel de l'humanité.

## Structure

### Un art sacré
L’accès aux performances était restreint en rapport à sa nature sacrée.
La représentation du Kutiyattam représente un aspect sacré car les représentations sont construites autour de rituel de purification et la présence d’une lampe à huile qui symbolise la présence divine. Les rôles eux-mêmes sont sacrés. Les acteurs de sexe masculin transmettent à leurs élèves des manuels d’art dramatique extrêmement détaillés qui sont restés jusqu’à une époque récente la propriété exclusive et secrète de certaines familles. Avec la fin de l’ordre féodal en Inde et la disparition du mécénat au XIXe siècle, les familles qui détenaient les secrets des techniques dramatiques se sont trouvées confrontées à de sérieuses difficultés. Le kutiyattam doit aujourd’hui faire face à un manque de moyens financiers ce qui entraine une sérieuse crise au sein de la profession.

### Un art technique
Le kutiyattam associe l’art de l’acteur, techniques corporelles et mimes. 

#### Un apprentissage très codifié
Les expressions faciales sont très spécialement codifiées et représentent un langage propre à elles.
Dans son langage théâtral stylisé et codifié, l’expression des yeux (neta abhinaya) et la gestuelle (hasta abhinaya) jouent un rôle primordial. Le but étant d’appuyer l’attention sur les pensées et les sentiments du personnage principal. Par exemple, les battements de sourcils représentent l’amour. La formation rigoureuse est de 10 à 15 ans pour devenir des acteurs  et acquérir une parfaite maîtrise de la respiration et des subtils mouvements des muscles du visage et du corps.
La représentation doit développer une situation ou un épisode dans ses moindres détails, à tel point que la représentation d’un seul acte peut durer plusieurs jours et la pièce entière, jusqu’à 40 jours.

#### Les costumes et maquillages
Dans les costumes et les maquillages, le kutiyattam représente une forme artistique complète. Les costumes et accessoires sont créés avec des feuilles et autres produits naturels. L’une des particularités du costume kutiyattam est qu’il est fait de coton et forme une rosace dans le dos. Cette rosace est formée de draperies très serrées. Le haut du corps et les bras sont couverts par une veste aux manches longues. Les accessoires sont lourds et souvent construits en bois doré. Cela apporte un côté extravagant et grandiose au style exubérant du théâtre kutiyattam. 
Les maquillages ne sont pas naturels et sont très colorés. Certains maquillages sont caractérisés par une crête en forme de cadre blanche fait de pâte de riz épaisse, le chutti. Le maquillage varie en fonction de chaque rôle. Ces maquillages à l’esthétisme original, propre à leurs régions ont vivement été développés au krishnanattan et au kathakali ou les maquillages sont catégorisés en fonction de leurs types de caractères. Les costumes et accessoires ont pris une place importante dans l’époque baroque et représentent un aspect féerique et mystique de la réalité.